# Wabua hypipamee
Wabua hypipamee là một loài nhện trong họ Stiphidiidae.
Loài này thuộc chi Wabua. Wabua hypipamee được V. T. Davies miêu tả năm 2000.